# Bending Neverending
Bending Neverending is een verzamelalbum van de Nederlandse band Scram C Baby. Het album verscheen in april 2004.

## Voortraject
Nadat de gelimiteerde oplage van de laatste cd Love Is Not Enough uitverkocht was, besloten Excelsior Recordings en de band om woord te houden. Zoals eerder toegezegd, zou de cd niet meer bijgeperst worden. Al alternatief bedachten zij dat het misschien passender zou zijn om een Best of uit te brengen met daarop een groot deel van het vorige album, aangevuld met bekende nummers van de cd's daarvoor. Dit resulteerde in de verzamel cd Bending Neverending, met één harde kant en één rustige kant.

## Presentatie
Bij het plannen van de presentatie rond de Best of kreeg de band van Paradiso in Amsterdam de uitnodiging om overdag in het hele gebouw een groot feest te organiseren. Dit resulteerde in een groot festival met 14 bands en vier dj's: The Bees, The Spades, Bettie Serveert, Hallo Venray, zZz, LPG, Gem, D-men, Represailes, Tom Zinger, Pj Roggeband, El Rio Trio, Halifax, Spider Rico, Pfaff, Dj Sandeman, Dj Solex, Dj St. Paul en de gastheren zelf.

## Muzikanten
- John Cees Smit - zang
- Frank van Praag - gitaar, zang, synth
- Geert de Groot - basgitaar, piano, gitaar, zang, synth
- Robert Lagendijk - drums
- Kees Toet - basgitaar
- Jeroen Kleijn - drums
- Peter Asselbergs - gitaar, synth
- Joost Stolk - gitaar
- Carol van Dijk - zang bij Under The Stars

## Nummers
disc 1
1. Albino
2. I'm In Your Band
3. Love Is Not Enough
4. Blood On The Rocks
5. Kisses Suzuki
6. Kill The Lesbian Underground
7. Player
8. The Last Of The Great Smokers
9. King Bolo
10. Exolation
11. New Christians, Young Pilots
12. Jaye
13. Pusher Of Eagles
14. Trainer/Container
15. Saved By The Fuzz
16. Eddy Lee, The Express Bee

disc 2
1. Worldcup
2. Under The Stars
3. Air
4. Inches
5. Intercom
6. Milk
7. The Company
8. Around
9. The Wheelers To The Mckenzies
10. Powerless Above It
11. Robby & Party
12. Picture Of My Hair
13. FnC
14. Wherever You Have Roamed
15. For Our Gracious Hearts

Alle nummers zijn geschreven door Scram C Baby, de teksten zijn geschreven door John Cees Smit. Productie door Frans Hagenaars, Mark Lamb en Scram C Baby.